# Talking in Your Sleep (The Romantics-låt)
Talking in Your Sleep är en låt av The Romantics. Låten låg på The Romantics album In Heat 1983, och var deras största hit. Den spelades ofta i radio, och sålde bra. Singeln låg på tredje plats på Billboardlistan i februari 1984.

## Listplaceringar
| Lista (1986-1987) | Topplacering |
| ----------------- | ------------ |
| Nederländerna     | 24           |
| Nya Zeeland       | 20           |
| Sverige           | 5            |
| Österrike         | 20           |